# Zeta de la Verge
Zeta de la Verge (ζ Virginis) és un estel binari de magnitud aparent +3,37, el quart estel més brillant de la constel·lació de Virgo, després d'Spica (α Virginis), Porrima (γ Virginis) i Vindemiatrix (ε Virginis). El seu component principal, Zeta de la Verge A, s'anomena Heze; es desconeix l'origen del seu nom.
Zeta de la Verge està situada molt prop de l'equador celeste, amb prou feines mig grau al sud i, al costat d'Alfa del Sextant, és una referència útil per localitzar-ho.

## Característiques
Heze és un estel blanc de la seqüència principal de tipus espectral A3V que es troba a 73 anys llum del sistema solar. La seva temperatura superficial de 8400 K i la seva lluminositat, 18 vegades major que la del Sol, permeten estimar la seva massa i ràdio. La seva massa és 1,9 vegades major que la massa solar i la seva ràdio és el doble que el radi solar. Té una edat aproximada de 510 milions d'anys, la qual cosa suposa que ha recorregut el 54 % del seu trajecte dins de la seqüència principal Amb una velocitat de rotació en el seu equador d'almenys 222 km/s, realitza un gir complet en menys d'un dia. El seu contingut metàl·lic és sensiblement inferior al solar ([Fe/H] = -0,26).

## Company estel·lar
El 2010 es va descobrir que Zeta de la Verge A té un tènue company estel·lar la lluentor del qual és unes 7 magnituds inferior —en banda H— al de l'estel primari. Models d'evolució estel·lar permeten estimar la seva massa en 0,17 masses solars. Assumint que tots dos objectes tenen la mateixa edat, la seva massa suggereix que és un nan vermell de tipus espectral M4V - M7V, cosa que ha estat confirmada per mesures espectroscòpiques. El semieix major de l'òrbita és de, almenys, 24,9 ua i el seu període orbital és superior a 124 anys. L'excentricitat de l'òrbita és igual o major que 0,16.